# Panasonic

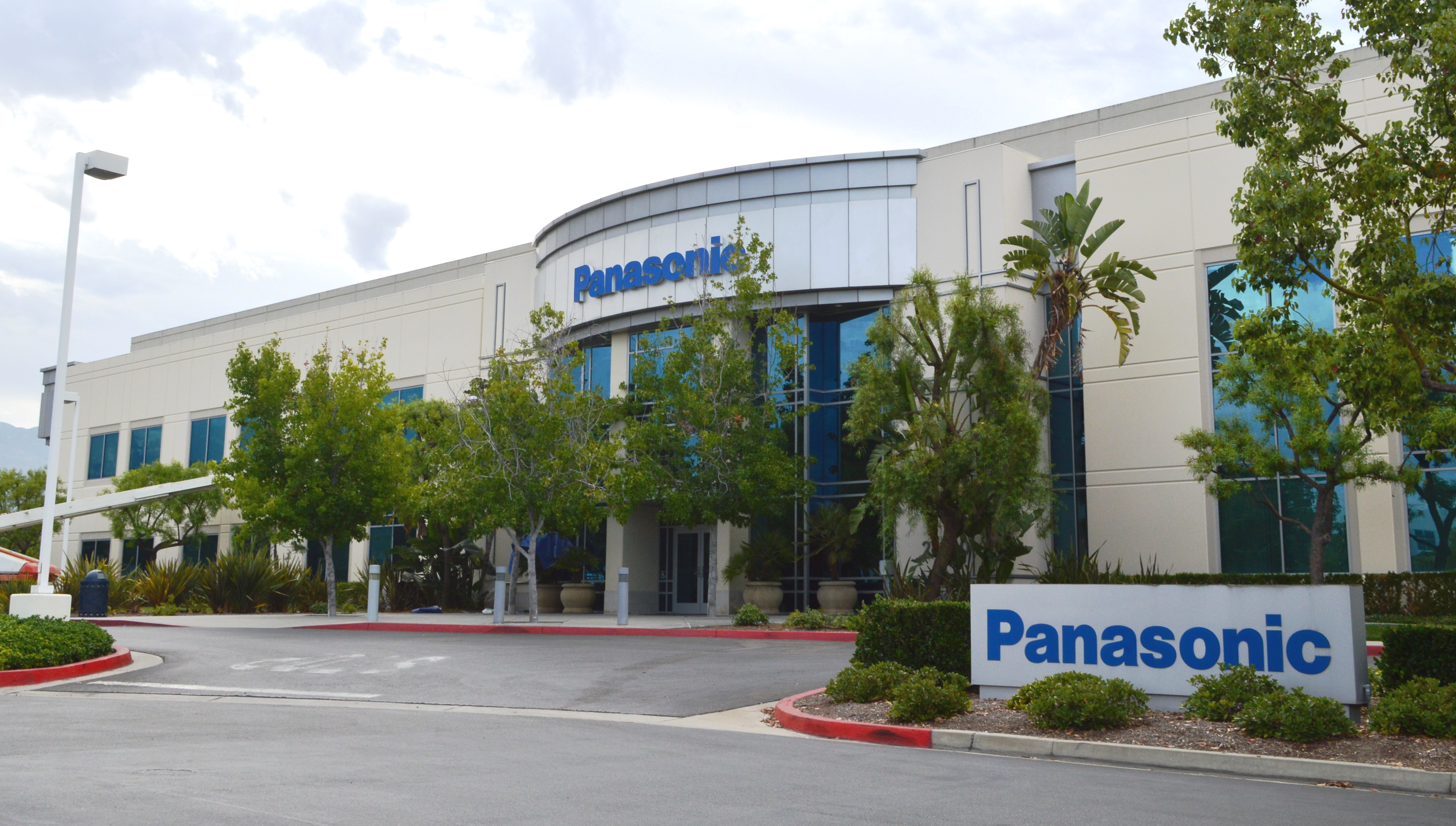
Штаб-квартира Panasonic Avionics Corporation - Лейк-Форест, Каліфорнія.

Panasonic Holdings Corporation (Панасонік) (відома також як Panasonic Corporation, Matsushita Electric Industrial Co., Ltd) — найбільший японський і один з провідних світових виробників електроніки. Відома своїми торговими марками Panasonic, National, Technics і Quasar, є світовим лідером в розробці і виробництві побутової електроніки і електронного устаткування для широкого кола споживачів, бізнесу і промисловості.

## Торгові марки
Основні торгові марки, під якими випускається продукція:
- Panasonic (побутова електроніка для масового ринку, зокрема плазмові панелі, DVD-програвачі, телефони, проектори, цифрові фотоапарати, кондиціонери, а також комп'ютерні чипи, автомобільне устаткування)
- National (побутова електроніка для японського ринку)
- Quasar (дешева побутова електроніка для ринку Північної Америки)
- Technics (аудіотехніка)
- Ramsa (професійне аудіо-обладнання)

Під брендами Panasonic, National і Technics виробляється і продається більше 15 000 різних товарів.

## Історія

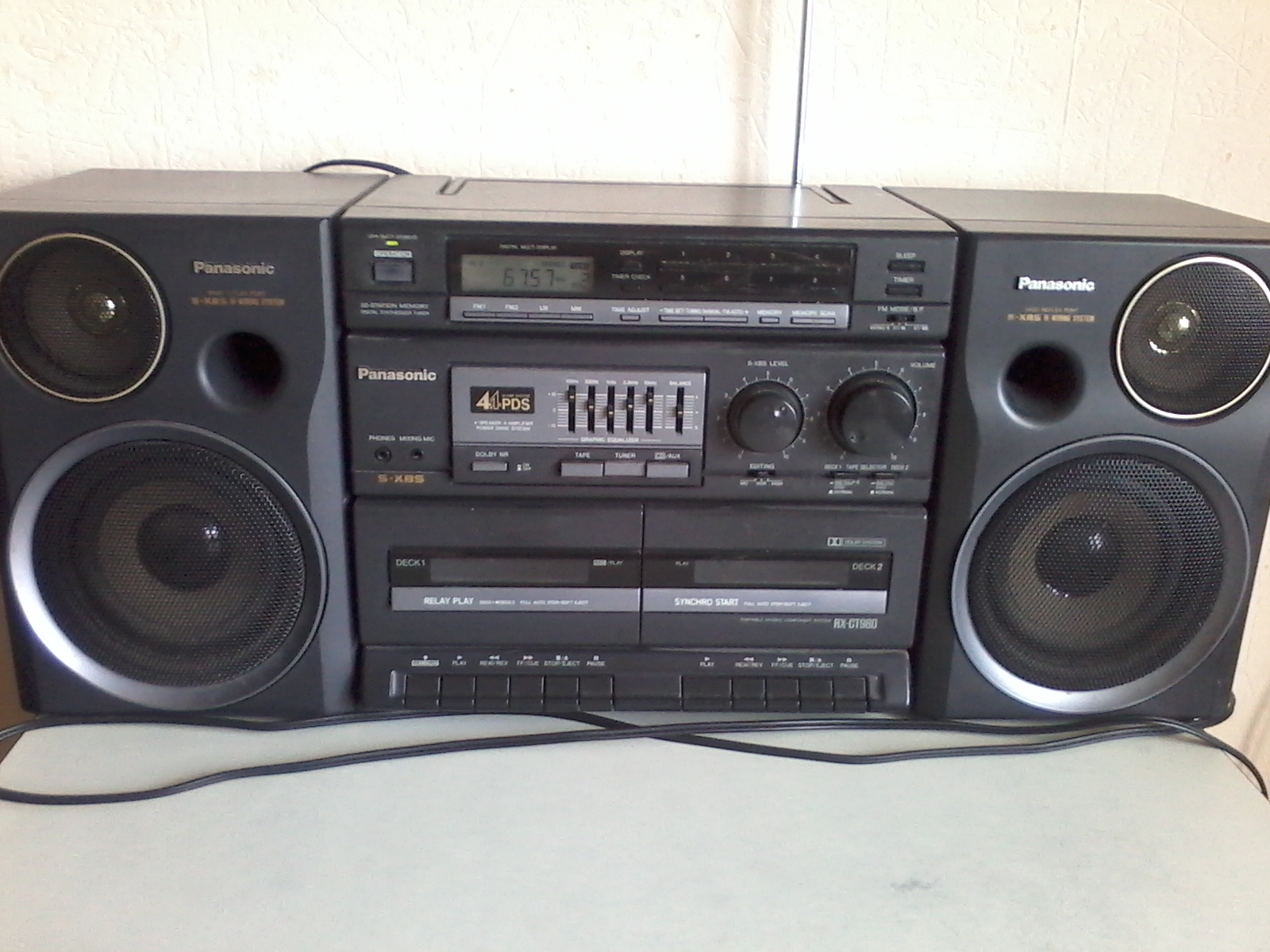
Магнітола Panasonic RX-CT980

- 1918 — заснована компанія Matsushita, яка носила ім'я свого засновника Коносуке Мацусіти.
- 1935 перетворена в корпорацію
- 1960-ті придбання контрольного пакету акцій компанії JVC (Victor Company of Japan, Limited), розробника стандарту побутового відео VHS.
- Друга половина 1970-х — початок офіційного імпорту товарів Panasonic в СРСР через уповноважені торгові компанії
- 1986, листопад — відкриття представницького офісу Panasonic в Москві
- 1995, 11 грудня — відкриття торгового представництва Panasonic (CIS) Oy в Москві
- 1996, 1 лютого — офіційний початок діяльності компанії Panasonic (CIS) Oy на території Росії та країн СНД (широкий асортимент аудіо відео техніки, офісне обладнання, побутова техніка)
- 1994, лютий — заснування офісу Panasonic в м. Київ, Україна
- 1999 — початок продажів бездротових телефонів DECT
- Магнітола Panasonic RX-CT9802002 — початок прямих інтернет продажів Panasonic; початок продажів цифрових фотоапаратів під брендом Lumix; початок продажів чоловічих бритв Panasonic
- 2004 — створення 3-х дочірніх компаній Panasonic (CIS) Oy — ТОВ «Панасонік Рус», ТОВ «Панасонік Солюшн Інженіринг Рус», ТОВ «Панасонік Сервіс СНД».
- 2005 — початок продажів плоскопанельних телевізорів під брендом Viera; початок продажів епіляторів; початок продажів масажних крісел; відкриття консультаційно-виставкового центру «Panasonic idea plaza» в Києві
- 2008, березень — початок продаж Blu-ray плеєрів
- 2008, грудень — злиття з компанією Sanyo Electric[6]. Panasonic отримав згоду на продаж акцій акціонерів Sanyo Electric — Sumitomo Mitsui Banking Corp, Daiwa Securities SMBC, і американського холдингу Goldman Sachs Group. За оцінками, загальна сума операції становитиме понад 6 млрд доларів США. Поєднання Panasonic — найбільшого у світі виробника плазмових телевізорів — і Sanyo — одного лідерів у виробництві акумуляторних батарей — привело до створення другого за величиною виробника електроніки в Японії після Hitachi з щорічним об'ємом продажів на рівні $120 млрд.
- У серпні 2018 року, з метою запобігання можливих проблем з податками, компанія оголосила про свої наміри перенести головний європейській офіс з Великої Британії до Амстердаму, до завершення Brexit[7].
- Зміна організації на холдинг сталась 1 квітня 2022 р[8].

## Перейменування

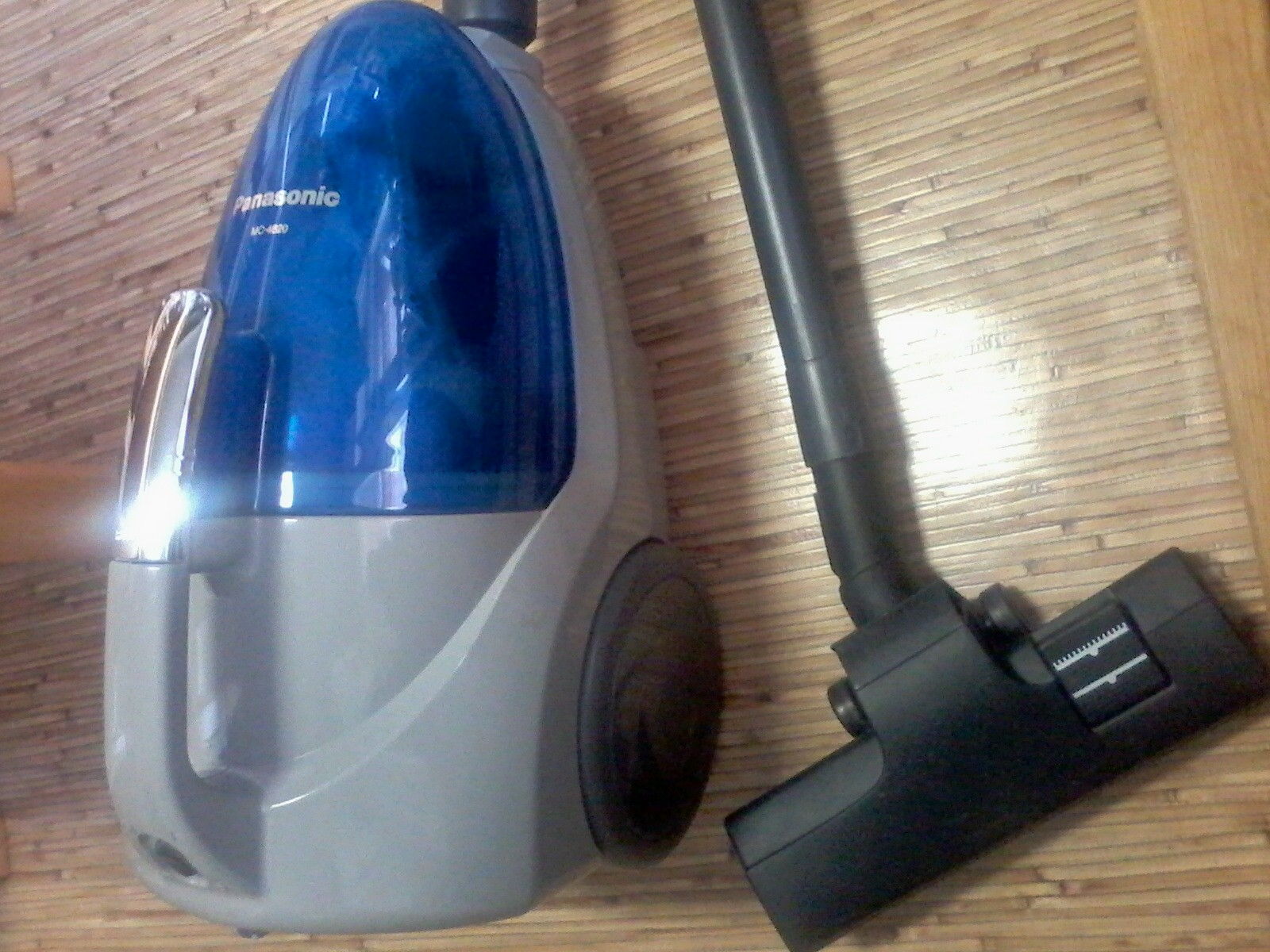
Пилосмок Panasonic MC-4620

1 жовтня 2008 року компанія Matsushita Electric Industrial виступила із заявою про своє перейменування, вона називатиметься Panasonic Corporation. Крім того, її скорочене позначення на нью-йоркській фондовій біржі змінилося відповідно з MC на РС. До кінця березня 2010 року Panasonic повністю витіснить торгову марку National, добре відому японським споживачам.
Ім'я Matsushita Electric Industrial народилося в 1935 році, змінивши Matsushita Electric Manufacturing Works (використовувалося з 1929 року), яке, у свою чергу, «посунуло» Matsushita Electric Housewares Manufacturing Works, утворене в 1918 році і що дало початок всесвітньо відомій і успішній сьогодні компанії. До 2003 року на світовому ринку співіснували дві торгові марки компанії Matsushita — Panasonic і National. Але потім на світовій арені було вирішено залишити тільки Panasonic з її знаменитим слоганом «Panasonic: ideas for life», хоча National поки що зберігає свою присутність на японському ринку.
Зміна назви корпорації на Panasonic Holdings Corporation відбулася 1 квітня 2022 р.